# Санта-Фе (Гранада)
Санта-Фе (ісп. Santa Fe) — муніципалітет в Іспанії, у складі автономної спільноти Андалусія, у провінції Гранада. Населення — 15 428 осіб (2010).
Муніципалітет розташований на відстані близько 360 км на південь від Мадрида, 10 км на захід від Гранади.
На території муніципалітету розташовані такі населені пункти: (дані про населення за 2010 рік)
- Ель-Хау: 906 осіб
- Педро-Руїс: 225 осіб
- Санта-Фе: 14297 осіб

## Демографія
Динаміка населення (INE ):

## Галерея зображень

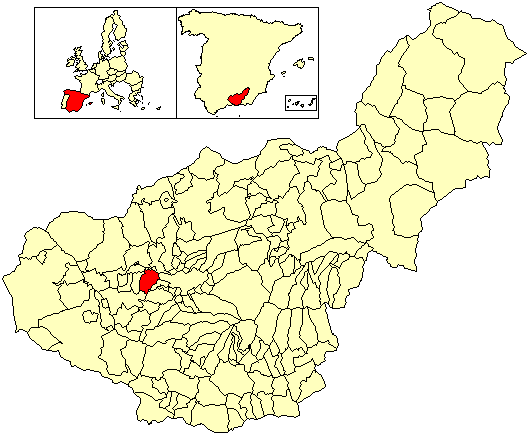
Розташування муніципалітету Санта-Фе у провінції Гранада